# Warcraft II: Beyond the Dark Portal
Warcraft II: Beyond the Dark Portal je datadisk ke strategické počítačové hře Warcraft II: Tides of Darkness. Vyvinula jej společnost Cyberlore Studios a vydal Blizzard Entertainment 30. dubna 1996. Přinesl celkem velkou revoluci, která zasáhla i pozdější Warcraft 3 - velmi se rozšířilo používání speciálních postav, tzv. hrdinů.

## Děj
Děj datadisku začíná tam, kde skončil děj původní hry. Temný portál byl sice uzavřen, ale ne zničen. Lidé obnovili svoji pevnost Stormwind a za účelem hlídání Portálu postavili pevnost Nethergarde. Mezitím ve světě Hordy šaman Ner’zhul, velitel klanu Shadowmoon, obnovuje vládu nad orky a pokouší se o opětovné otevření Temného portálu. Král Lordaeronu (a Aliance) Terenas posílá vojsko do světa Draenoru, aby se definitivně vypořádal s orky. Arcimág Khadgar a generál Turalyon s orky bojují v jejich vlastní zemi odsouzené k zániku, ale ani za pomoci elfí lučištnice Allerie, trpaslíka Kurdrana a zkušeného vojáka Danatha a jim nepodaří zabránit Ner'zhulovi, aby otevřel portály do jiných světů a neunikl. Khadgar a jeho společníci se snaží uniknout z rozpadajícího se světa, ale nakonec se rozhodují zničit Temný portál, aby Azeroth ušetřili od magické síly, která ničí Draenor.